# Болевичи (Босния и Герцеговина)
Болевичи (серб. Бољевићи / Boljevići) — село в общине Братунац Республики Сербской Боснии и Герцеговины. Население составляет 200 человек по переписи 2013 года.

## География
Располагается на побережье реки Дрина, площадь обрабатываемых земель — 777 гектаров.

## Население[3]
Население по годам:
- 1961 год — 779 человек
- 1971 год — 626 человек
- 1981 год — 513 человек
- 1991 год — 415 человек (все сербы)